# Servidor del ka
| D31 | A1 |

| D31 | A1 |

Un servidor del ka o servidor del alma (hem-ka o hemut-ka) era un tipo de sacerdote funerario, presente desde el Reino Antiguo, que preparaba los funerales y era encargado del rito de la sepultura y de mantener el culto de un difunto, atendiendo a diario la mesa de ofrendas y el altar de libaciones de las tumbas en el Antiguo Egipto. 
Aunque en un número muy inferior, también está atestiguada la presencia de mujeres como servidoras del ka, con derechos similares a los de los hombres.

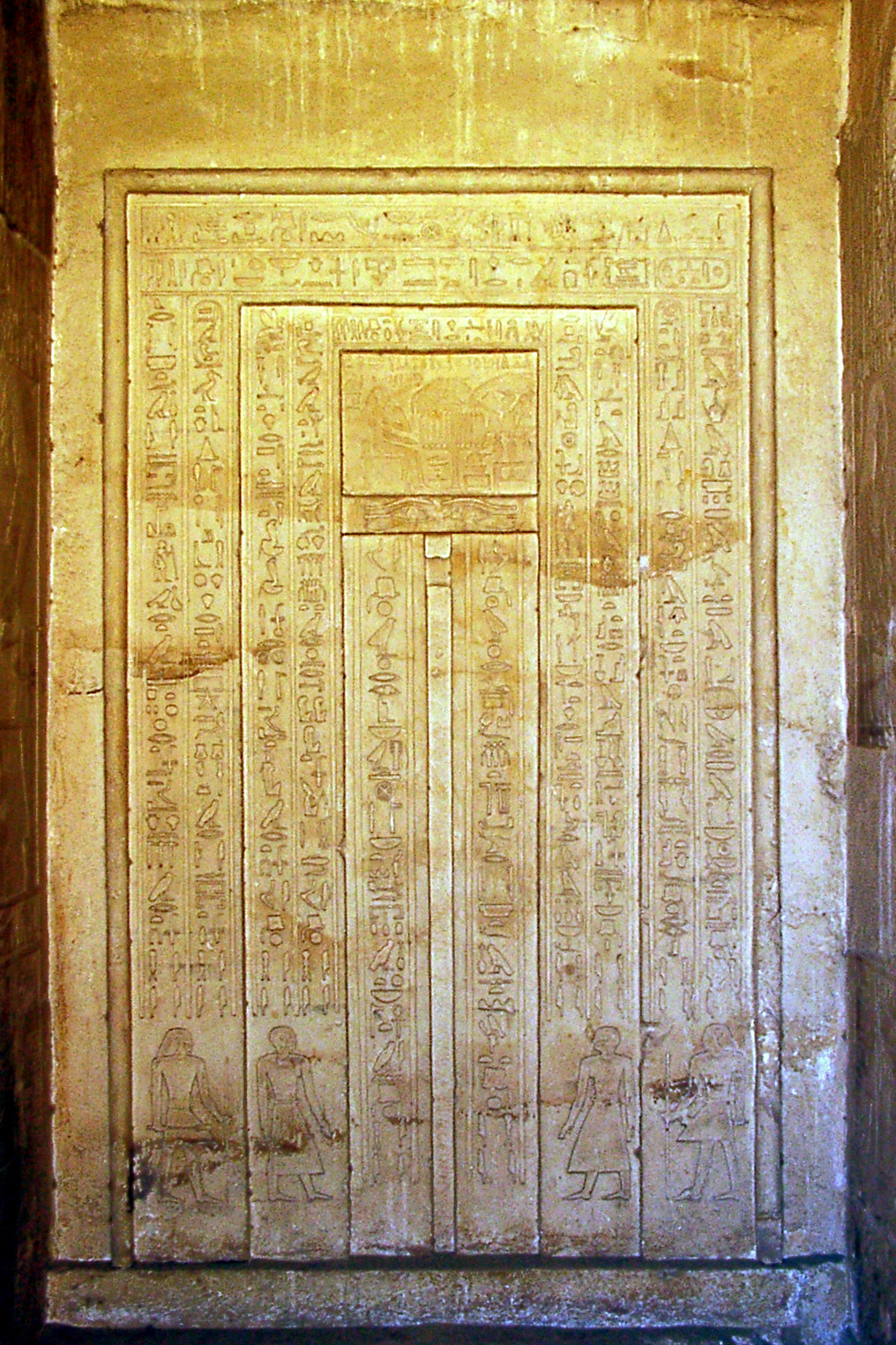
Falsa puerta del príncipe real (repat hati-aa) Ihy, servidor del ka, en la pirámide de Amenemhat I, Saqqara. En su parte inferior aparecen representados servidores del ka.

## Historia
En el pensamiento egipcio, la muerte no era un final, sino un pasaje que llevaba de una existencia a otra. Al fallecer, se debían recomponer los elementos constitutivos del ser humano, el ba, un componente de la parte espiritual del hombre que supone la fuerza animada una vez fallecido y el ka, que podía perdurar en el cuerpo del difunto si se conservaba momificado y se cumplían una serie de requisitos. El ba, entonces, podía unirse con el ka para poder renacer en el Más Allá, alcanzar la vida eterna y poder interactuar con los vivos.
Pero, al igual que los vivos, los muertos tienen necesidades básicas que satisfacer: comida, bebida, vestido, ritualizaciones. Mientras que las momias no necesitaban ya ningún tipo de alimento, el ka, al que se le atribuía la potencia vital y la energía, necesitaba continuar alimentándose tras la muerte para continuar viviendo en el Más Allá. Para garantizar que el ka recibiese los alimentos que necesitaba para subsistir, el difunto necesitaba estar en contacto con el mundo de los vivos para poder recibir los alimentos necesarios. Y para que así sucediese eternamente, los egipcios idearon varias soluciones. El culto a los antepasados requería de importantes medios financieros para garantizar la excavación de la tumba, la construcción de una capilla, la producción y transporte de ofrendas. Con esa visión, cada ser vivo debía preparar su existencia post-mortem para no encontrarse desprevenido. Este hecho está fuertemente alentado por la literatura didáctica egipcia, como en las Instrucciones de Hordyedef:

Depende de ti construir una casa para tu hijo, una vez que hayas hecho un lugar donde estarás. Completa tu morada de la necrópolis. Haz que tu lugar del occidente sea perfecto.

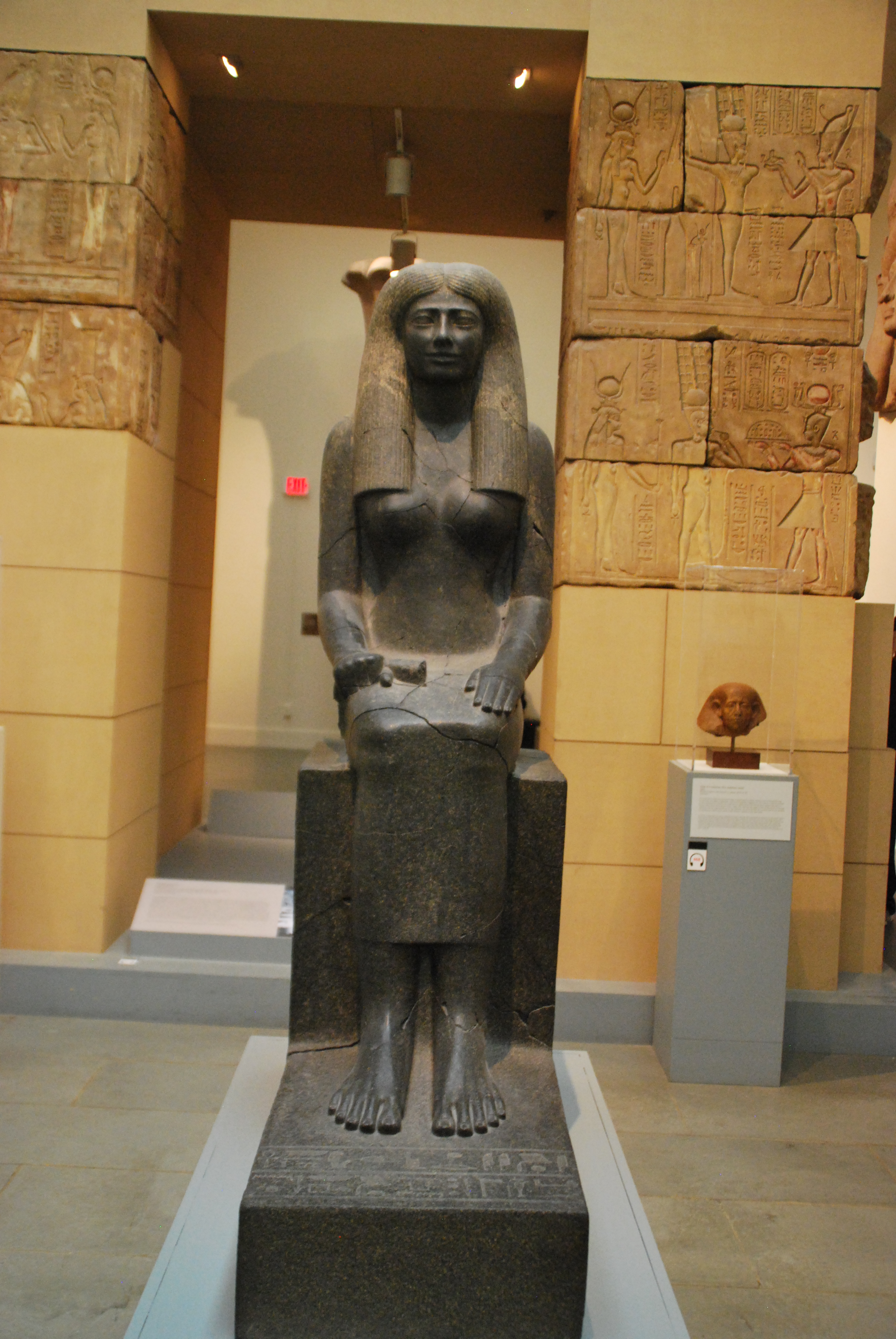
Estatua de la dama Sennuwy, esposa del nomarca Hapydyefa. XII dinastía.

Desde el Reino Antiguo, estas necesidades funerarias llevaron a la formación de estructuras económicas especialmente dedicadas a la asignación de bienes de los difuntos. Estos bienes eran proporcionados por el faraón y su administración, o directamente por la élite, de forma principal en forma de fundaciones privadas, las peru-dyet, financiadas con fondos propios. Aunque la organización del culto funerario, originalmente, estaba a cargo del hijo mayor del difunto, muy pronto, por motivos prácticos, el ejercicio diario del culto fue encomendado a sacerdotes profesionales, contratados al efecto, los servidores del ka. 
Las modalidades del culto y su financiación se planificaban y organizaban de acuerdo con uno o más contratos legales celebrados durante la vida de la persona para lo que debía suceder después de su muerte. Estos contratos, normalmente estaban escritos en papiro aunque determinados personajes notables, para reforzar su valor, no dudaron en incluirlos en las paredes de sus tumbas. Uno de los ejemplos más instructivos son los diez contratos hechos entre el gobernador Hapydyefa de Asiut con su sacerdote del ka (bajo la XII dinastía). La estatua de Hapydyefa, como receptáculo del ka, es la beneficiaria de las ofrendas diarias y anuales (fiestas funerarias, Año Nuevo, procesiones). Los ritos eran realizados por los sacerdotes uab, los 'sacerdotes puros', que eran otros sacerdotes funerarios, bajo la supervisión del sacerdote del ka.

## Funciones y jerarquía

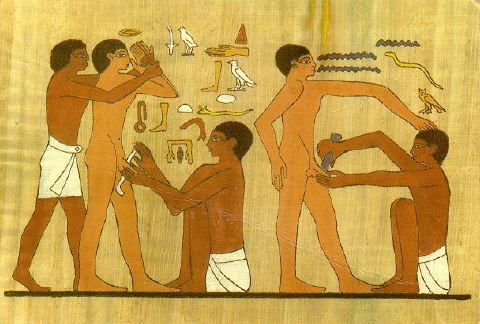
Dos servidores del ka realizando la circuncisión a dos jóvenes. Mastaba de Anjmahor, Saqqara, VI dinastía.

Entre los ritos funerarios diarios indispensables que los servidores del ka debían realizar se encontraba la invocación de ofrendas, con los alimentos destinados al consumo del ka que se depositaban sobre una mesa de ofrendas. Por inscripciones en muros y papiros, entre los alimentos más apreciados se encontraban la carne de pierna de buey, aves, pan, cerveza o higos. Además, previendo la posibilidad de que con el paso del tiempo las ofrendas físicas no tuviesen la regularidad deseada, se recurría a la magia. Con ella, los alimentos allí representados cobrarían vida para el ka y se aseguraban sus necesidades alimenticias durante toda la eternidad, y en consecuencia, el bienestar ultraterreno del difunto.
Y para que el ka pudiese satisfacer sus necesidades alimentarias, se ideó un punto focal para que pudiese llegar a las ofrendas, la falsa puerta en la tumba, que a imitación de una puerta real permitiese la conexión entre el mundo terrenal y el mundo de los muertos. Y justo, enfrente de ella, se situaba la mesa de ofrendas y el servidor del ka, que con un brazo extendido, recitaba ritualmente la fórmula de ofrendas. Después, se arrodillaba frente a la mesa, colocaba en ella las ofrendas físicas, cruzaba su mano izquierda sobre el pecho y alzaba la derecha, con los dos puños cerrados, lo que se llama el rito gestual sahet (saj) para hacer que el difunto se convierta en un aj), una fuerza espiritual de carácter sobrenatural que haría que la vida en el Más Allá le fuese lo más excelente posible. Para finalizar el culto diario, el oficiante salía de la tumba hacia atrás, limpiando al mismo tiempo sus huellas para dejar la zona con la más absoluta pureza ritual.
Entre los elementos necesarios para el culto se encontraban, en general, distintos tipos de vasos para libaciones, aguamaniles, jarras, incensiarios, bandas de lino, cofres contenedores del lino, agua, aceites. También eran los encargados de restaurar los vendajes de las momias cuando habían sido profanadas. 
Probablemente, con el tiempo, se simplificaría todo, aprovechando que al ka del difunto le bastaba con la lectura de la invocación de ofrendas y una pequeña libación. La falsa puerta podía incluir una representación de la propia mesa de ofrendas llena de alimentos junto a la inscripción de las fórmulas rituales que debía recitar el servidor del ka para que el efecto mágico-religioso de que el ka pudiera alimentarse, tuviera lugar.
Al principio, los servidores del ka combinaban sus ocupaciones profesionales con el culto funerario, a tiempo parcial, hasta que se fue profesionalizando, y en épocas de bonanza, el sistema estaba incluso organizado y jerarquizado en equipos de trabajo, en los phylai, llegando a estar establecidos hasta en cinco phylai, y cada uno, en secciones, en turnos rotativos de 10 meses, según las disposiciones funerarias al efecto. Por encima del servidor del ka estaban, jerárquicamente, los inspectores, subinspectores o supervisores. Dependiendo de las circunstancias y el tiempo, hasta se llegó a que solo hubiese un único servidor del ka.
En muchos de los casos, los servidores del ka pertenecían a la casa del difunto, con lo que se les contrataba, estableciendo una continuidad laboral y afectiva, lo que hacía que los cargos de servidores se pasaran de padres a hijos, heredándolo el primogénito, al menos desde el Reino Medio. Incluso la afectividad era correspondida apareciendo sus nombres hasta en la tumbas de su señor.
En tumbas, se les ha llegado a representar haciendo el acto de la circuncisión.